# Quetzal (valuta)
Quetzal (Qg - Quetzal guatemalteco) är den valuta som används i Guatemala i Centralamerika. Valutakoden är GTQ. 1 Quetzal = 100 centavos.
Valutan infördes under år 1925 och fick sitt namn efter Guatemalas nationalfågel Quetzal. Pluralformen är Quetzales.

## Användning
Valutan ges ut av Banco de Guatemala - BDG som grundades 1945 och har huvudkontoret i Guatemala City.

## Valörer
- mynt: 1 Quetzal
- underenhet: 1, 5, 10, 25 och 50 centavos
- sedlar: 5, 10, 20, 50 och 100 GTQ